# Équipe de Belgique de football en 1999
Maillots
Chronologie
Saison précédente Saison suivante
L'équipe de Belgique de football prépare en 1999 le Championnat d'Europe organisé l'année suivante conjointement avec les Pays-Bas, et pour lequel elle est d'office qualifiée, en disputant une série de quatorze rencontres amicales.

## Objectifs
Avec la retraite internationale de quelques cadres, dont notamment Enzo Scifo et Franky Van der Elst, l'équipe est en pleine reconstruction et Georges Leekens a dix-huit mois pour préparer l'Euro 2000 disputé à domicile où la Belgique se doit de faire bonne figure. La fédération belge a planifié 17 rencontres amicales dont 14 seront disputées cette année et, si le bilan chiffré n'est pas le plus important, l'objectif pour les Diables Rouges est de retrouver une équipe compétitive pour le tournoi à venir.

## Résumé de la saison
Malgré une préparation encourageante, les Diables Rouges sont éliminés au premier tour de la Coupe du monde en France après avoir concédé trois partages face aux Pays-Bas (0-0), au Mexique (2-2) et à la Corée du Sud (1-1). De plus, des dissensions internes entre l'entraîneur et certains cadres de l'équipe dont Enzo Scifo sont rendues publiques et rendent la position du sélectionneur délicate. Après un an de matchs amicaux en demi-teinte, Leekens est finalement démis de ses fonctions en août 1999 à la suite d'une défaite à domicile (3-4) contre la Finlande.
Un an avant l'Euro 2000, que la Belgique co-organise avec les Pays-Bas, Robert Waseige est nommé sélectionneur de l'équipe nationale. Ses premiers résultats rassurent, rendant les joueurs, la presse et les supporters enthousiastes. Les Belges commencent le tournoi par une victoire sur la Suède (2-1), puis s'inclinent contre l'Italie après avoir dominé la rencontre (0-2). La qualification se joue lors du dernier match contre la Turquie, face à laquelle ils peuvent se contenter d'un partage pour accéder aux quarts de finale. Les Diables Rouges concèdent un but juste avant la mi-temps à la suite d'une erreur de leur gardien Filip De Wilde. Les joueurs belges tentent d'égaliser mais encaissent un second but en contre-attaque et sont éliminés de la compétition dès le premier tour, devenant la première équipe d'un pays organisateur à réussir cette contre-performance,.

## Bilan de l'année
Les résultats sont loin d'être brillants, après un triste bilan de deux victoires, trois nuls et six défaites (!) depuis la Coupe du monde 1998, Georges Leekens est remercié et remplacé par Robert Waseige. Les quatre premières rencontres sous la houlette de ce dernier laissent apparaître un léger mieux et une stabilité accrue au sein de l'effectif mais il y a encore du pain sur la planche avant de refaire de l'équipe belge un adversaire de taille à se frotter au gratin européen lors du prochain Championnat d'Europe co-organisé avec les voisins néerlandais.
D'autre part, en janvier 1999, la FIFA a mis en place un système révisé de calcul du classement mondial, qui intègre de nombreux changements en réponse à la critique du précédent système, ainsi pour le classement de tous les matches, leurs scores et leur importance ont tous été enregistrés et ont été utilisés dans la procédure de calcul. Ce nouveau mode de calcul explique les variances importantes, qui sont valables pour toutes les nations, par rapport à l'année précédente et la Belgique profite de cette nouvelle formule pour progresser de deux places à la 33e position.

### Classement mondial FIFA
| Classement | Équipe               | Score total (déc. 1999) | Points précédents (déc. 1998) | Évolution | Position        |
| ---------- | -------------------- | ----------------------- | ----------------------------- | --------- | --------------- |
| 31         | Tunisie              | 596                     | 55                            | +541      | en diminution   |
| 32         | Pologne              | 589                     | 52                            | +537      | en diminution   |
| 33         | Belgique             | 588                     | 51                            | +537      | en augmentation |
| 34         | Grèce                | 582                     | 44                            | +538      | en augmentation |
| 35         | République d'Irlande | 576                     | 43                            | +533      | en augmentation |

Source : FIFA.

## Les matchs
| Match amical Tournoi International de Chypre                    | Chypre | 0 - 1   | Belgique         | Stade Tsírio Limassol, Chypre               |                                             |
| 3 février 1999 · 21:00 heure locale · Historique des rencontres |        | (0 – 0) | Mpenza 76e       | Spectateurs : 600 Arbitrage : Loḯzos Loḯzou | Spectateurs : 600 Arbitrage : Loḯzos Loḯzou |
| 3 février 1999 · 21:00 heure locale · Historique des rencontres |        | Rapport | De Brul 75e, 77e | Spectateurs : 600 Arbitrage : Loḯzos Loḯzou | Spectateurs : 600 Arbitrage : Loḯzos Loḯzou |

| Match amical Tournoi International de Chypre                    | Grèce               | 1 - 0   | Belgique | Stade GSZ Larnaca, Chypre                             |                                                       |
| 5 février 1999 · 21:00 heure locale · Historique des rencontres | Yannakópoulos 90+4e | (0 – 0) |          | Spectateurs : 1 000 Arbitrage : Yiannakis Kyprianides | Spectateurs : 1 000 Arbitrage : Yiannakis Kyprianides |
| 5 février 1999 · 21:00 heure locale · Historique des rencontres | Rapport             |         |          | Spectateurs : 1 000 Arbitrage : Yiannakis Kyprianides | Spectateurs : 1 000 Arbitrage : Yiannakis Kyprianides |

| Match amical                                                    | Belgique | 0 - 1   | Tchéquie   | Stade Roi Baudouin Laeken, Belgique           |                                               |
| 9 février 1999 · 20:00 heure locale · Historique des rencontres |          | (0 – 0) | Koller 73e | Spectateurs : 14 700 Arbitrage : Jan Wegereef | Spectateurs : 14 700 Arbitrage : Jan Wegereef |
| 9 février 1999 · 20:00 heure locale · Historique des rencontres | Rapport  |         |            | Spectateurs : 14 700 Arbitrage : Jan Wegereef | Spectateurs : 14 700 Arbitrage : Jan Wegereef |

Note : Première rencontre officielle entre les deux nations.
| Match amical                                                  | Belgique | 0 - 1   | Bulgarie       | Stade Roi Baudouin Laeken, Belgique                    |                                                        |
| 27 mars 1999 · 20:00 heure locale · Historique des rencontres |          | (0 – 1) | Yovov (en) 10e | Spectateurs : 23 412 Arbitrage : Domenico Messina (en) | Spectateurs : 23 412 Arbitrage : Domenico Messina (en) |
| 27 mars 1999 · 20:00 heure locale · Historique des rencontres | Rapport  |         |                | Spectateurs : 23 412 Arbitrage : Domenico Messina (en) | Spectateurs : 23 412 Arbitrage : Domenico Messina (en) |

| Match amical                                                  | Belgique | 0 - 1   | Égypte   | Stade Maurice Dufrasne Liège, Belgique           |                                                  |
| 30 mars 1999 · 20:00 heure locale · Historique des rencontres |          | (0 – 1) | Emam 13e | Spectateurs : 18 612 Arbitrage : Dominique Tavel | Spectateurs : 18 612 Arbitrage : Dominique Tavel |
| 30 mars 1999 · 20:00 heure locale · Historique des rencontres | Rapport  |         |          | Spectateurs : 18 612 Arbitrage : Dominique Tavel | Spectateurs : 18 612 Arbitrage : Dominique Tavel |

Note : Première rencontre officielle entre les deux nations.
| Match amical                                                   | Roumanie  | 1 - 0   | Belgique | Stade Steaua Bucarest, Roumanie                  |                                                  |
| 28 avril 1999 · 20:30 heure locale · Historique des rencontres | Ganea 48e | (0 – 0) |          | Spectateurs : 5 500 Arbitrage : Giorgos Fassolis | Spectateurs : 5 500 Arbitrage : Giorgos Fassolis |
| 28 avril 1999 · 20:30 heure locale · Historique des rencontres | Rapport   |         |          | Spectateurs : 5 500 Arbitrage : Giorgos Fassolis | Spectateurs : 5 500 Arbitrage : Giorgos Fassolis |

| Match amical Coupe Kirin 1999                                | Pérou      | 1 - 1   | Belgique   | Nishikyogoku Athletic Stadium (en) Kyoto, Japon |                                               |
| 30 mai 1999 · 13:30 heure locale · Historique des rencontres | Maestri 7e | (1 – 1) | Tanghe 28e | Spectateurs : 9 262 Arbitrage : Naotsugu Fuse   | Spectateurs : 9 262 Arbitrage : Naotsugu Fuse |
| 30 mai 1999 · 13:30 heure locale · Historique des rencontres | Rapport    |         |            | Spectateurs : 9 262 Arbitrage : Naotsugu Fuse   | Spectateurs : 9 262 Arbitrage : Naotsugu Fuse |

Note : Première rencontre officielle entre les deux nations.
| Match amical Coupe Kirin 1999                                | Japon   | 0 - 0   | Belgique | Stade olympique national Tokyo, Japon          |                                                |
| 3 juin 1999 · 19:00 heure locale · Historique des rencontres |         | (0 – 0) |          | Spectateurs : 54 685 Arbitrage : Kim Tae-young | Spectateurs : 54 685 Arbitrage : Kim Tae-young |
| 3 juin 1999 · 19:00 heure locale · Historique des rencontres | Rapport |         |          | Spectateurs : 54 685 Arbitrage : Kim Tae-young | Spectateurs : 54 685 Arbitrage : Kim Tae-young |

Note : Première rencontre officielle entre les deux nations.
| Match amical                                                 | Corée du Sud           | 1 - 2   | Belgique        | Stade olympique Séoul, Corée du Sud              |                                                  |
| 5 juin 1999 · 20:00 heure locale · Historique des rencontres | Ko Jong-soo 89e (pen.) | (0 – 2) | Martens 23e 32e | Spectateurs : 58 000 Arbitrage : Masayoshi Okada | Spectateurs : 58 000 Arbitrage : Masayoshi Okada |
| 5 juin 1999 · 20:00 heure locale · Historique des rencontres | Rapport                |         |                 | Spectateurs : 58 000 Arbitrage : Masayoshi Okada | Spectateurs : 58 000 Arbitrage : Masayoshi Okada |

| Match amical                                                  | Belgique                               | 3 - 4   | Finlande                                    | Stade Jan-Breydel Bruges, Belgique           |                                              |
| 18 août 1999 · 20:00 heure locale · Historique des rencontres | Martens 41e · Wilmots 58e · Mpenza 70e | (1 – 2) | Wiss 31e · Johansson 45e 53e · Lehkosuo 63e | Spectateurs : 11 000 Arbitrage : Alain Hamer | Spectateurs : 11 000 Arbitrage : Alain Hamer |
| 18 août 1999 · 20:00 heure locale · Historique des rencontres | Rapport                                |         |                                             | Spectateurs : 11 000 Arbitrage : Alain Hamer | Spectateurs : 11 000 Arbitrage : Alain Hamer |

| Match amical                                                      | Pays-Bas                              | 5 - 5   | Belgique                                             | Stade Feijenoord Rotterdam, Pays-Bas       |                                            |
| 4 septembre 1999 · 20:30 heure locale · Historique des rencontres | Davids 37e 42e · Kluivert 45e 59e 70e | (3 – 2) | Strupar 9e 30e · Goor 50e · Wilmots 52e · Mpenza 77e | Spectateurs : 30 000 Arbitrage : Urs Meier | Spectateurs : 30 000 Arbitrage : Urs Meier |
| 4 septembre 1999 · 20:30 heure locale · Historique des rencontres |                                       | Rapport | Wilmots 78e                                          | Spectateurs : 30 000 Arbitrage : Urs Meier | Spectateurs : 30 000 Arbitrage : Urs Meier |

| Match amical                                                      | Belgique                                                  | 4 - 0   | Maroc | Stade Maurice Dufrasne Liège, Belgique            |                                                   |
| 7 septembre 1999 · 20:45 heure locale · Historique des rencontres | Staelens 9e (pen.) · Walem 18e · Mpenza 20e · Strupar 88e | (3 – 0) |       | Spectateurs : 15 000 Arbitrage : Giorgos Fassolis | Spectateurs : 15 000 Arbitrage : Giorgos Fassolis |
| 7 septembre 1999 · 20:45 heure locale · Historique des rencontres | Rapport                                                   |         |       | Spectateurs : 15 000 Arbitrage : Giorgos Fassolis | Spectateurs : 15 000 Arbitrage : Giorgos Fassolis |

| Match amical                                                     | Angleterre                | 2 - 1   | Belgique    | Stadium of Light Sunderland, Angleterre       |                                               |
| 10 octobre 1999 · 15:00 heure locale · Historique des rencontres | Shearer 6e · Redknapp 67e | (1 – 1) | Strupar 14e | Spectateurs : 40 897 Arbitrage : Anders Frisk | Spectateurs : 40 897 Arbitrage : Anders Frisk |
| 10 octobre 1999 · 15:00 heure locale · Historique des rencontres | Rapport                   |         |             | Spectateurs : 40 897 Arbitrage : Anders Frisk | Spectateurs : 40 897 Arbitrage : Anders Frisk |

| Match amical                                                      | Italie     | 1 - 3   | Belgique                             | Stade Via del Mare Lecce, Italie                     |                                                      |
| 13 novembre 1999 · 20:30 heure locale · Historique des rencontres | Vanoli 26e | (1 – 1) | De Bilde 7e · Wilmots 69e · Goor 86e | Spectateurs : 9 550 Arbitrage : Edgar Steinborn (de) | Spectateurs : 9 550 Arbitrage : Edgar Steinborn (de) |
| 13 novembre 1999 · 20:30 heure locale · Historique des rencontres | Rapport    |         |                                      | Spectateurs : 9 550 Arbitrage : Edgar Steinborn (de) | Spectateurs : 9 550 Arbitrage : Edgar Steinborn (de) |

## Les joueurs
| Joueurs              | Joueurs            | Amical   | Amical | Amical | Amical | Amical | Amical | Amical  | Amical  | Amical  | Amical | Amical   | Amical  | Amical | Amical |
| -------------------- | ------------------ | -------- | ------ | ------ | ------ | ------ | ------ | ------- | ------- | ------- | ------ | -------- | ------- | ------ | ------ |
| Gardiens de but      |                    |          |        |        |        |        |        |         |         |         |        |          |         |        |        |
| Ronny Gaspercic      | CF Extremadura     | 90       |        |        | 90     | 90     | r      |         |         |         |        |          |         | 46e    | 90     |
| Geert De Vlieger     | KRC Harelbeke      | r        | 90     | 90     | r      | r      |        | r       | 90      | r       | r      |          | 90      | 46e    | r      |
| Erwin Lemmens        | KSK Beveren        |          | r      | r      |        |        |        |         |         |         |        |          |         |        |        |
| Filip De Wilde       | RSC Anderlecht     |          |        |        |        |        | 90     | 19e     |         |         |        |          |         |        |        |
| Philippe Vande Walle | SC Eendracht Alost |          |        |        |        |        |        | 19e     | r       | 90      | 90     | 38e      |         |        |        |
| Frédéric Herpoel     | KAA La Gantoise    |          |        |        |        |        |        |         |         |         |        | 38e      | r       |        |        |
| Défenseurs           |                    |          |        |        |        |        |        |         |         |         |        |          |         |        |        |
| Tjörven De Brul      | Club Bruges KV     | 75e, 77e |        | 56e    | 90     | r      |        | 87e     | 90 49e  | 90      | 46e    |          |         |        |        |
| Lorenzo Staelens     | RSC Anderlecht     | 27e      | 90     | 90     |        |        | 90     | 90      | 90 90e  | 90      | 90 1e  | 90 54e   | 46e     |        | 90     |
| Éric Van Meir        | K Lierse SK        | 90       | 90     | r      |        |        |        |         |         |         |        |          |         | 90     | r      |
| Nico Van Kerckhoven  | Schalke 04         | 46e      |        |        |        |        |        |         |         |         |        | 72e      | 46e     | 90     | 90     |
| David Brocken        | K Lierse SK        | 90       | r      |        |        |        |        |         |         |         |        |          | 46e     | r      |        |
| Glen De Boeck        | RSC Anderlecht     | 27e      | 90 55e | 90     | 90     | 90     | 90     | 84e     | 27e     | 82e     | 46e    | r        | 46e 56e | r      |        |
| Éric Deflandre       | Club Bruges KV     | r        | 90 19e |        | 76e    | r      | 90     |         |         |         |        | 78e 55e  | 46e 42e | 90     | r      |
| Davy Oyen            | PSV Eindhoven      | r        | 64e    | r      |        |        |        |         |         |         |        |          |         | 90     |        |
| Daniel Kimoni        | KRC Genk           | r        | 90     | 56e    |        |        | 64e    |         |         |         |        |          |         |        |        |
| Gordan Vidović       | Excelsior Mouscron |          |        | 90     |        | 90     | 90     | 90      | 27e     | r       |        |          |         |        |        |
| Régis Genaux         | Udinese Calcio     |          |        | 77e    | 76e    | 90 85e |        |         |         |         |        |          |         |        | 90     |
| Philippe Léonard     | AS Monaco          |          |        |        | 90     | 74e    |        |         |         |         |        |          |         |        |        |
| Carl Hoefkens        | K Lierse SK        |          |        |        | r      | r      | r      |         | r       | 90      | 90     | 78e      | 56e     |        |        |
| Filip Daems          | K Lierse SK        |          |        |        |        |        | r      |         |         |         |        |          |         |        |        |
| Bertrand Crasson     | RSC Anderlecht     |          |        |        |        |        |        | 90      | r       | 83e     |        |          |         |        |        |
| Jacky Peeters        | Arminia Bielefeld  |          |        |        |        |        |        |         |         |         |        | 90       | 90      | 90     | 90     |
| Joos Valgaeren       | Roda JC Kerkrade   |          |        |        |        |        |        |         |         |         |        |          |         |        | r      |
| Milieux              |                    |          |        |        |        |        |        |         |         |         |        |          |         |        |        |
| Johan Walem          | Udinese Calcio     | 90       |        | 90 57e | 90     | 90 23e | 90     |         |         |         | 90     | 80e      | 90      | 46e    | 87e    |
| Philippe Clement     | Coventry City      | 85e 82e  |        |        |        |        |        |         |         |         |        |          |         | r      | 89e    |
| Chris Janssens       | KSC Lokeren        | 90 55e   | 64e    | r      | 50e    | 46e    |        | r       | 88e     | 88e     |        |          |         |        |        |
| Wilfried Delbroek    | KRC Genk           | 85e      | 90     | 90     |        |        |        | 84e 45e | 88e 48e | r       |        |          |         |        |        |
| Bart Goor            | RSC Anderlecht     | 46e      | 90     | 90     | r      | 74e    | 90     | 90      | 90      | 90      | 90     | 90       | 90      | r      | 90     |
| Stefaan Tanghe       | Excelsior Mouscron |          |        | 77e    | r      | 62e    | 55e    | 90      | 90      | 88e     | r      | r        | r       | 46e    |        |
| Walter Baseggio      | RSC Anderlecht     |          |        |        | 50e    |        | 64e    |         |         |         | 81e    |          |         |        |        |
| Marc Wilmots         | Schalke 04         |          |        |        | 90     | 62e    |        |         |         |         | 81e    | 41e, 78e |         | 90     | 87e    |
| Didier Ernst         | Standard de Liège  |          |        |        |        | 46e ,  |        |         |         |         |        |          |         |        |        |
| Danny Boffin         | FC Metz            |          |        |        |        |        | 90     |         |         |         |        |          |         |        |        |
| Gert Verheyen        | Club Bruges KV     |          |        |        |        |        | r      | 83e     | 64e     | 90      | 46e    | 86e 38e  | 73e 59e |        | 70e    |
| Marc Hendrikx        | KRC Genk           |          |        |        |        |        |        | 87e     | 90      | 83e 21e | 46e    | 72e      | 46e     | r      | r      |
| Yves Vanderhaeghe    | Excelsior Mouscron |          |        |        |        |        |        | 90      | 90      | 90      | 90     | 90 56e   | 90      | 90 49e | 89e    |
| Bernd Thijs          | Standard de Liège  |          |        |        |        |        |        |         | r       | r       |        |          |         |        |        |
| Gaëtan Englebert     | Club Bruges KV     |          |        |        |        |        |        |         |         |         |        | r        | r       |        |        |
| Attaquants           |                    |          |        |        |        |        |        |         |         |         |        |          |         |        |        |
| Mbo Mpenza           | Standard de Liège  | 65e      | 64e    | r      | 81e    | 62e    |        |         | 64e     | 81e     | r      |          | 73e     |        | 70e    |
| Émile Mpenza         | Standard de Liège  | 90       | 80e    | 46e    | 81e    | 90     | 55e    |         |         |         | 46e    | 80e      | 90      |        |        |
| Frédéric Pierre      | Excelsior Mouscron | 65e      | 64e    | 90     |        |        | 55e    |         |         |         |        |          |         | r      |        |
| Gilles De Bilde      | PSV Eindhoven      |          | 80e    | 46e    |        |        |        |         |         |         |        |          |         | 90     | 90     |
| Toni Brogno          | KVC Westerlo       |          | r      |        |        |        |        | 85e     | r       | r       |        | 86e      | r       | 73e    | 81e    |
| Sandy Martens        | KAA La Gantoise    |          |        |        | 90     | 90     |        | 85e 11e | 64e     | 82e     | 46e    |          |         |        |        |
| Luis Oliveira        | ACF Fiorentina     |          |        |        | 81e    | 62e    |        |         |         |         |        |          |         |        |        |
| Peter Van Houdt      | Roda JC Kerkrade   |          |        |        | 81e    | r      |        | 83e     | r       | r       |        |          |         |        |        |
| Jürgen Cavens        | K Lierse SK        |          |        |        |        |        | 55e    |         | 64e     | 81e     | 46e    |          |         |        |        |
| Branko Strupar       | KRC Genk           |          |        |        |        |        |        |         |         |         | 46e    | 90       | 90      | 73e    | 81e    |

Un « r » indique un joueur qui était parmi les remplaçants mais qui n'est pas monté au jeu.
1. 1 2 3 4 5 6 7 8 9 10 11 12 13 14 15 16 17  Première sélection officielle pour le joueur.
2. 1 2 3 4 5 6 7 8 9 10 11  Dernière sélection officielle pour le joueur.
3. 1 2 3 4 5  Premier but officiel pour le joueur.

## Aspects socio-économiques

### Couverture médiatique
| Jour de diffusion | Match                   | Compétition                     | Diffuseur francophone | Diffuseur néerlandophone |
| ----------------- | ----------------------- | ------------------------------- | --------------------- | ------------------------ |
| 3 février 1999    | Chypre - Belgique       | Tournoi international de Chypre | RTBF                  | VTM                      |
| 5 février 1999    | Grèce - Belgique        | Tournoi international de Chypre | RTBF                  | VTM                      |
| 9 février 1999    | Belgique - Tchéquie     | Amical                          | RTBF                  | VTM                      |
| 27 mars 1999      | Belgique - Bulgarie     | Amical                          | RTBF                  | VTM                      |
| 30 mars 1999      | Belgique - Égypte       | Amical                          | RTBF                  | VTM                      |
| 28 avril 1999     | Roumanie - Belgique     | Amical                          | RTBF                  | VTM                      |
| 30 mai 1999       | Pérou - Belgique        | Coupe Kirin                     | non diffusé           | non diffusé              |
| 3 juin 1999       | Japon - Belgique        | Coupe Kirin                     | non diffusé           | non diffusé              |
| 5 juin 1999       | Corée du Sud - Belgique | Amical                          | non diffusé           | non diffusé              |
| 18 août 1999      | Belgique - Finlande     | Amical                          | RTBF                  | VTM                      |
| 4 septembre 1999  | Pays-Bas - Belgique     | Amical                          | RTBF                  | VTM                      |
| 7 septembre 1999  | Belgique - Maroc        | Amical                          | RTBF                  | VTM                      |
| 10 octobre 1999   | Angleterre - Belgique   | Amical                          | Canal+                | non diffusé              |
| 13 novembre 1999  | Italie - Belgique       | Amical                          | non diffusé           | non diffusé              |

Source : Programme TV dans Gazet van Antwerpen.

## Sources

### Archives
1. ↑  (nl) « Concentra online archief », sur krantenarchief.concentra.be, Mediahuis.

### Statistiques
1. ↑  « CLASSEMENT MASCULIN », sur fifa.com, FIFA, 22 décembre 1999 (consulté le 26 juillet 2021)